# 새만금코리아
새만금코리아는 새만금사업의 성공적 수행을 위한 제도적 개선방안 연구 및 미래발전 전략과 실천방안 마련을 통해 사업 비전과 청사진 제시 목적으로 2008년 11월 25일 설립된 대한민국 농림수산식품부 소관의 사단법인이다. 사무실은 서울특별시 서초구 반포4동 107-8, 대국빌딩4층에 있다.

## 주요 사업
- 새만금에 대한 국민적 공감대 형성을 위한 홍보 활동
- 새만금사업 정책개발과 미래비전 제시를 위해 새만금연구소 운영
- 녹색성장을 위한 친 환경개발 대안제시를 위해 새만금환경포럼 운영
- 새만금 관련 학술대회 개최 및 인재 양성, 복지활동 등

## 같이 보기
- 새만금 방조제